# 前川弘幸
前川 弘幸（まえかわ ひろゆき、1947年8月2日 - ）は、日本の経営者。川崎汽船社長、会長を務めた。兵庫県神戸市出身。

## 経歴
1971年に京都大学法学部を卒業し、同年に川崎汽船に入社。1999年6月に取締役に就任し、2000年6月に常務、2002年6月に専務を経て、2005年4月には社長に就任。2010年4月に会長に就任。